# Cour de la Couronne

Schéma des tribunaux de l'Angleterre et du pays du Galles.

La Cour de la Couronne est un tribunal pénal de première instance d’Angleterre et du pays de Galles, une des composantes des cours supérieures avec la Haute Cour de justice et la Cour d'appel. Il en existe dans 92 villes, lesquelles sont réparties sur 7 régions : 
- North Eastern ;
- Northern ;
- Midland ;
- South Eastern ;
- Wales and Chester ;
- Western.